# Бардез
„Бардез“ (на български: Градина) е месечно илюстровано списание за деца на арменски език в България.
Издадени са 48 броя в периода 1932 – 1938 г. в Пловдив. Стопански и отговорен редактор е Агоп Марашлян. Отпечатва се в печатниците „Парос“, и на X. Храхан, С. Вецикян, О. Зармуни, А. Крзджян, И. Кешишян.